# Милка Бауковић
Милка Бауковић Радивојевић (рођ. Ерцеговац; Папићи, код Суње, 5. фебруар 1915) српска је суперстогодишњакиња која је тренутно најстарија жива особа у Србији, најстарија жива жена на Балкану, као и друга најстарија особа у историји Србије (одмах после Јелисавете Вељковић (1904—2016)).

## Биографија
Милка Бауковић је рођена 5. фебруара 1915. године као Милка Ерцеговац у мјесту Папићи, код Сиска, Аустроугарска (данашња Хрватска). Отац јој је био Миле Ерцеговац (17. децембра 1894 – 13. августа 1981), а мајка Инђија (Инђа) Ерцеговац (15. маја 1895 – 1. априла 1981). Имала је само једног брата, по имену Бранко Ерцеговац (1. фебруара 1920 – 27. августа 1991).
Године 1940. удала се за свог првог супруга Душана Бауковића, а венчали су се у цркви у Јасеновцу. Душан је погинуо последњи дан Другог светског рата, 8. маја 1945. године, а његов гроб никада није пронађен. Заједно са њим, имала је двоје деце; сина Небојшу Бауковића (28. јуна 1941 – 21. августа 1987) и ћерку Душанку Божић (рођ. Бауковић; 8. августа 1945).
Након смрти првог супруга, који се раније бавио производњом шешира у Окучанима, (Бродско-посавска жупанија, Хрватска), наставила је да се бави истим занатом све до пензионисања 35 година касније.
Године 1983. удала се за свог другог мужа Саву Радивојевића (1912–2003), а венчали су се у Београду, док су се у Београд, званично преселили 1990. године.
Милкин син Небојша Бауковић преминуо је од последица срчаног удара, 21. августа 1987. године у Бања Луци, док је његов син (Милкин унук) био Душан Бауковић, рођен у Градишци, 8. јула 1966 и трагично настрадао као припадник Војске Републике Српске, 26. јуна 1992. године, а његова мајка (Милкина снаја) Биљана Бауковић (рођ. Ђорђић), преминула је од туге за сином Душаном 1. јула 2001. године.
Милкин други супруг Саво Радивојевић преминуо је у Београду, 24. марта 2003. године у 90. години живота.
Иако је све то преживела, њена воља за животом и позитивне мисли нису нестајале, фебруара 2015. године, прославила је свој 100. рођендан и постала стогодишњакиња.
Са 107 година, 3. априла 2022. године, гласала је на Општим и Локалним изборима као најстарија особа у Србији која је искористила своје право гласа. Тада је рекла да никада није пропустила ниједне изборе, те да је увек редовно излазила да гласа.
6. јула 2022. године, након смрти 110-годишње Тамаре Крутиков, постала је најстарија жива особа у Београду и Србији.
17. децембра 2023. године, у доби од 108 година, искористила је своје бирачко право и гласала на локалним и парламентарним изборима као најстарија држављанка Републике Србије.
27. маја 2024, након смрти 109-годишње Маре Габелице из Далмације, постала је најстарија жива особа рођена на територији данашње Хрватске.
13. септембра 2024, након смрти 110-годишње Фикрије Локи из Северне Македоније, постала је најстарија жива жена на Балкану.
5. фебруара 2025, прославила је свој 110. рођендан, поставши суперстогодишњакиња, а по хронолошком редоследу и трећа суперстогодишњакиња икада забележена у Србији (одмах после Јелисавете Вељковић (1904—2016) и Тамаре Крутиков (1912—2022)).
18. маја 2025. године, у доби од 110 година и 102 дана, надмашила је старост Тамаре Крутиков (1912—2022) од 110 година и 101 дан, поставши друга најстарија особа која је икада живела у Србији, одмах иза Јелисавете Вељковић (1904—2016).